# سلافكو سيساك
سلافكو سيساك Slavko Cicak (ولد 25 أكتوبر 1969) لاعب شطرنج سويدي يحمل لقب أستاذ كبير.

## إنجازات
- مثل السويد في أولمبيادات الشطرنج أعوام 2006، 2008 و2010.
- بلغ في تصنيف إيلو 2560 نقطة في مايو 2010، مما جعله المصنف رقم خمسة في السويد، وفق تصنيفات الاتحاد الدولي للشطرنج.
- بلغ في تصنيف إيلو 2493 نقطة في يناير 2018.

## ألقاب
- نال لقب أستاذ كبير عام 2001.

## روابط خارجية
- سلافكو سيساك على موقع الاتحاد الدولي للشطرنج (الإنجليزية)
- سلافكو سيساك على موقع مباريات الشطرنج (الإنجليزية)
- سلافكو سيساك على موقع 365Chess.com (الإنجليزية)
- سلافكو سيساك على موقع Chesstempo.com (الإنجليزية)
- سلافكو سيساك سجل أولمبياد الشطرنج على موقع OlimpBase.org (الإنجليزية)